# Knut Delin
Knut Harald Delin, född den 16 november 1882 i Njutångers församling, död den 30 september 1956 i Stockholm, var en svensk militär. Han var bror till Birger Delin samt svärfar till Gösta Sahlén och Fredrik Taube.
Delin blev underlöjtnant vid Hälsinge regemente 1904, löjtnant där 1909 och kapten 1919. Han befordrades till major 1928 och övergick till Livregementets grenadjärer 1930. Delin blev överstelöjtnant vid Kronobergs regemente och chef för detachementet i Karlskrona 1933. Han blev överste i armén 1936 med placering i Första arméfördelningens reservbefäl. Delin blev adjutant hos kungen 1928 och överadjutant 1936. Han blev riddare av Svärdsorden 1925 och av Nordstjärneorden 1938. Delin vilar på Norra begravningsplatsen utanför Stockholm.